# Ferulago humilis
Ferulago humilis är en flockblommig växtart som beskrevs av Pierre Edmond Boissier. Ferulago humilis ingår i släktet Ferulago och familjen flockblommiga växter. Inga underarter finns listade i Catalogue of Life.